# Los Jovillos
Los Jovillos, es un distrito del municipio de Azua, que está situado en la provincia de Azua de la República Dominicana.

## Secciones municipales
Está formado por las secciones municipales de:
| Nombre                     | Código     |
| -------------------------- | ---------- |
| Los Jovillos (Zona urbana) | 0502010401 |
| La Altagracia              | 0502010402 |
| Kilómetro 7                | 0502010403 |